# カンムリラジオ
カンムリラジオはアール・エフ・ラジオ日本とインターネットのチャットサイト「マシェリ」が連動して行うアイドルバラエティー番組である。

## 概要
2012年1月7日に開始。コンセプトは「ゲストが挑戦的で困ります」。

### カンムリラジオ（初代）
番組はいわゆる勝ち抜き制の方式を採用している。ラジオ番組（神奈川県向けには地上波で毎週土曜22:55-23:00に生放送。神奈川以外はポッドキャスティングで地上波生放送版の再放送+ポッドキャスト用のオリジナル版を追加収録）と、チャット「マシェリ」の特設サイトを連動して展開する。「マシェリ」では放送から数日後にネット生放送が行われる。
概ね4週間（2012年3月までは2週間、2012年4-9月は3週間）をひと括りとし、第1－3週目（2012年3月まで奇数回、2012年4-9月は第1・2週目）で2組のパーソナリティー候補（勝ち抜きユニットがパーソナリティー、挑戦者がゲストという見立てになる）が大喜利やトーク対決を繰り広げ、それを聞いてリスナーはどのパーソナリティー候補のトークセンスがよかったかを、Twitterやチャット（チャットへの参加はマシェリへの会員登録と、それを利用するための情報料必要）で投票してもらう。1アクセス1ポイントがそのユニットの獲得ポイントとなり、最も多くポイントを上げたユニットが4週目（2012年3月まで偶数回、2012年4－9月は3週目）の番組で、単独のパーソナリティー（冠番組）を獲得できるという仕組みである。
2012年9月15日放送の回で、復活!ミニスカポリスが8回連続勝ち抜きを果たし、番組史上初の「殿堂入り」（グランドチャンピオン）となった。殿堂入りを果たしたユニットは自動的に番組卒業となり、次回の対決の時には殿堂入りを果たしたユニットに敗れた相手のユニットが暫定の勝ち抜きユニットとして出演する。
2012年9月29日の放送以後は、公開放送の形式を取り入れ、それまでの前半・後半に分けて同じコーナーの内容を対戦するユニット別で行っていたのを、全編直接対決の形式に変更して行うようになった。そして2013年3月30日放送でどっとじぇーぴぃが6回連続勝ち抜きを果たし2代目の殿堂入りとなったところで番組の全面リニューアルが行われた。

### ザ・カンムリラジオ with プロインタビュアー・吉田豪（2代目）
2013年4月5日深夜（4月6日未明）から、放送時間を金曜深夜（土曜未明）3:00-3:30の枠に移動し、中波での放送を30分枠に拡大、ご当地アイドルが乱立する「アイドルユニット戦国時代」を象徴するサバイバルバトルとして大幅なリニューアルを行った。
今シリーズにおいても中波、ポッドキャスト、マシェリ特設サイト、インターネット投票の連動は同じで、新たに吉田豪が聞き手・進行役として参加する。これまでの短期決戦型から、3か月（1クール）を1シーズンとした長期戦形式となり、参加ユニットも4組に拡大し、毎週1組ずつが番組に登場する（4週ごとなので、1シーズンあたり3回ずつ登場する。ただし中間集計の1位ユニットは2回目の全ユニット放送後に改めて1回追加出演できるため、そのユニットについては4回となる）。マシェリ特設サイトのチャットやインターネット投票、さらにポッドキャストのダウンロード数も反映したうえで、次のシーズンに進出するユニット（2組）を決定する方式となった。
これに伴い、番組名も「ザ･カンムリラジオ〜シーズン○〜with プロインタビュアー・吉田豪」（「○」にはシーズン数が入る）に変更されている。
2013年夏季のシーズン2以後はその月の前半2週が挑戦者（新規出場）のユニット、後半2週は前シーズンの勝ち抜けユニット（3週目が前シーズン2位、4週目が前シーズンチャンピオン）の担当となっている。
なおポッドキャストについては、時間的に生放送に収まり切れなかった、あるいは収録の場合は放送時間の関係で編集カットをせざるを得なかった箇所も含めたノーカットで配信されるため、実際には30分を超える回も多い。
2015年3月20日深夜（3月21日未明）のスルースキルズのシーズン8・3回目の放送の冒頭で、同番組のラジオ放送を3月27日深夜（3月28日未明）の回をもって終了することが発表された。

#### ラジオ生放送の構成
番組前半は、1回目のサイクル担当日はそのユニットについての簡単な自己紹介、2・3回目は毎回リスナーから寄せられたメールやTwitterによる応援メッセージ・番組の感想文や、その月のテーマに沿ったお便りの紹介。
番組の後半は吉田豪が進行役となるインタビューで、そのユニットの活動や、メンバー個々のプライベートトークを放送する。放送時間の都合上、生放送や収録上の編集で収まり切れないものはポッドキャストでノーカット収録される。
ただ、2014年に入ってから、前半パートのお便り紹介が割愛され、吉田とのインタビューの時間を割くことが増えている。
なおユニットのメンバーによっては、そのユニットに中高生が入っている場合があり、労働基準法により深夜業での出演の制限にかかる恐れがあるため、中高生を抜いたメンバーで生出演したり、あるいは、深夜業の制限時間に抵触しない範囲での事前録音にすることもある。

#### ネット生放送の構成
シーズン最初の月と2か月目は、それぞれ前半と後半で2組ずつが登場する。
- 最初の月の前半は新規参加ユニット2組、後半は前回勝ち抜きの2組。
- 2か月目の前半は新規参加のうちの1組と前回1位の勝ち抜き組、後半は新規参加のもう1組と前回2位の勝ち抜き組。

2か月間の投票やダウンロード数などを踏まえ、3か月目の担当ユニットが決まる。3か月目は各ユニットが月の前半と後半で2回ずつ出場する。
- 月前半は第1週の金曜に中間集計の上位2組、次週の月曜日に下位2組。
- 月後半は第3週の金曜日に中間集計1位と4位、次週の月曜日に2位と3位のユニットが出演。

ネット生放送の視聴は有料制となっている。

#### 得票の流れ
基本的に出場ユニットは、3か月間を1シーズンとして、
- 人気投票（1IPアクセスにつき1日1回。期間中は毎日投票参加可能。1日の基点は12:00）
- ポッドキャストのダウンロード数（原則として放送次週火曜日に配信を開始し、配信開始日から数えて2週間のダウンロード数を反映　但し、3回目の全ユニットの配信が終了する前に、次のシーズンが始まるため、ダウンロード数反映は各ユニットの第2回の配信分までとなる＜例：シーズン1は4-5月の2回分のみで、6月の3回目は反映されない＞）
- マシェリにおけるネット生放送（概ね月2回程度　実施日は放送で告知するが、ネット生放送の後にポッドキャストの配信が行われる場合もある）

以上の3つの要素を踏まえた総累計によって、次のクールに出場する権利を得る上位2組のユニットを決定する。最終結果については、そのクール最終のネット生放送、及び番組ホームページで公開される。なお、シーズン8の最終順位については放送終了のため公表されなかった。

#### 出場ユニット
配列は放送登場順。
| シーズン/担当週               | 第1週                           | 第2週                             | 第3週                                                | 第4週                                                |
| ----------------------------- | ------------------------------- | --------------------------------- | ---------------------------------------------------- | ---------------------------------------------------- |
| シーズン1 （2013年4-6月期）   | 青山☆聖ハチャメチャハイスクール | サンスポアイドルリポーター（SIR） | REGIIIIINA!!                                         | Nゼロ（元AKBN 0）                                    |
| シーズン2 （2013年7-9月期）   | CAMOUFLAGE                      | 教育的指導!!せんせ～しょん's      | メグリアイ                                           | サンスポアイドルリポーター（SIR） （シーズン1・1位） |
| シーズン3 （2013年10-12月期） | Fine Color                      | 青春トロピカル丸                  | Links                                                | サンスポアイドルリポーター（SIR） （シーズン2・1位） |
| シーズン4 （2014年1-3月期）   | スルースキルズ                  | dreamy                            | 青春トロピカル丸 （シーズン3・2位）                  | サンスポアイドルリポーター（SIR） （シーズン3・1位） |
| シーズン5 （2014年4-6月期）   | LoveSnake                       | PLC（パールレディークラブ）       | サンスポアイドルリポーター（SIR） （シーズン4・2位） | スルースキルズ （シーズン4・1位）                    |
| シーズン6 （2014年7-9月期）   | アニ☆ゆめ project               | 木更津C-style                     | サンスポアイドルリポーター（SIR） （シーズン5・2位） | スルースキルズ （シーズン5・1位）                    |
| シーズン7 （2014年10-12月期） | dora☆dora                       | ポンバシwktkメイツ                | サンスポアイドルリポーター（SIR） （シーズン6・2位） | スルースキルズ （シーズン6・1位）                    |
| シーズン8 （2015年1-3月期）   | 涙-NAMIDA-                      | カ・タ・モ・ミ・女子              | スルースキルズ（シーズン7・2位）                     | サンスポアイドルリポーター（SIR）（シーズン7・1位）  |

## 公開参加型イベント
この番組ではリニューアルから半年が経過した2013年秋から公開参加型のライブイベント「カンムリラジオフェス」を開催することになった。この番組に過去に出場したユニットによる歌謡・音楽ライブと吉田豪によるトークイベントで構成されている。
- 「カンムリラジオフェス#001」　2013年11月24日　渋谷・ドクタージーガンズ
  - 出場ユニット　CAMOUFLAGE、サンスポアイドルリポーター（SIR）、青春トロピカル丸、FINE COLOR、メグリアイ、REGIIIIINA!!、PPP!PiXiON[12]